# Meeksi oja
Meeksi oja är ett vattendrag i Estland.   Det ligger i landskapet Tartumaa, i den sydöstra delen av landet, 210 km sydost om huvudstaden Tallinn. Meeksi oja ligger vid sjön Peipus.